# Yvonne Snir-Bönisch
Yvonne Snir-Bönisch (n. 29 decembrie 1980, Ludwigsfelde, Brandenburg, Germania) este o sportivă ce a reprezentat Germania, medaliată olimpică. A participat la două ediții ale Jocurilor Olimpice (2004, 2008) în care a câștigat o medalie de aur.